# Фред Борчелт
Фред Борчелт (англ. Fred Borchelt, 12 червня 1954) — американський академічний веслувальник.
Срібний призер Олімпійських Ігор 1984 року в складі вісімки, учасник 1976 року.
Срібний призер Чемпіонату світу 1981 року в складі розпашної четвірки зі стерновим, бронзовий призер 1979 (розпашна двійка зі стерновим), 1982 (розпашна четвірка зі стерновим) років.